# جيمس بروكر
جيمس بروكر (بالإنجليزية: James Brooker)‏ هو منافس ألعاب قوى أمريكي، ولد في 12 أغسطس 1902 في كاس سيتي في الولايات المتحدة، وتوفي في 25 سبتمبر 1973 في باي سيتي في الولايات المتحدة.

## وصلات خارجية
- جيمس بروكر على موقع الاتحاد الدولي لألعاب القوى (الإنجليزية)
- جيمس بروكر على موقع اللجنة الأولمبية الدولية (الإنجليزية)
- جيمس بروكر على موقع أوليمبيديا (الإنجليزية)